# Ferdinand van Hessen-Homburg
Ferdinand Hendrik Frederik (Bad Homburg vor der Höhe, 26 april 1783 – aldaar, 24 maart 1866) was van 1848 tot 1866 de laatste landgraaf van Hessen-Homburg. Hij was de zevende zoon van Frederik V Lodewijk en Caroline, dochter van Lodewijk IX van Hessen-Darmstadt.
Hij trad in 1800 als 17-jarige toe tot het Oostenrijkse kurassiersregiment Karl von Lothringen. Gedurende de napoleontische oorlogen was hij op elk slagveld te vinden en hij raakte meermaals zwaargewond. Na de Volkerenslag bij Leipzig verleende keizer Frans II hem de hoogste onderscheiding van het Oostenrijkse leger, de Orde van Maria Theresia. In 1822 nam hij als generaal van de cavalerie afscheid van actieve dienst.
Ferdinand, die ongetrouwd bleef en volgens Herbert Rosendorfer "zeer oud en zeer reactionair" werd, betrok hierop een bescheiden bijgebouw van het Slot Homburg en wijdde zich aan de jacht en zijn studie van de Taunus in de Romeins-Germaanse tijd.
De dood van zijn broer Gustaaf bracht hem op 8 september 1848 aan de macht in het staatje Hessen-Homburg. Hij erkende de Paulskirchenverfassung van 1849 en liet in dat jaar in overeenstemming met wat zijn broer gedurende de opstanden van 1848 had toegezegd een constituerende landdag bijeenkomen. Hij publiceerde in 1850 een hiermee overeengekomen grondwet, die echter in 1852 weer stilzwijgend werd afgeschaft. Hierna regeerde hij, door zijn volk geliefd, op autoritaire en zeer zuinige wijze. Hiermee hielp hij zijn financieel geruïneerde land er weer bovenop, in niet geringe mate gesteund door de inkomsten uit het nog door zijn broer Filips geconcessioneerde casino.
Hij stierf op 24 maart 1866 als laatste telg van zijn geslacht. Hessen-Homburg viel nu verdragsmatig toe aan Hessen-Darmstadt, maar kwam na de Pruisisch-Oostenrijkse Oorlog van datzelfde jaar bij Pruisen.
- Gemeinsame Normdatei: 135964512
- Virtual International Authority File: 80390775
- WorldCat: E39PBJpYpfTjhhHJVBhwpHcF8C